# Europäische Technische Zulassung
Die Europäische Technische Zulassung bzw. European Technical Approval nach der früher gültigen Bauproduktenrichtlinie wird seit Inkrafttreten der Europäischen Bauproduktenverordnung als Europäische Technische Bewertung bzw. European Technical Assessment (ETA) bezeichnet und ist ein allgemein anerkannter Nachweis zur technischen Brauchbarkeit eines Bauproduktes im Sinne der Bauproduktenverordnung in den Mitgliedsstaaten der EU.

## Nationale Zuständigkeiten
Die von Deutschland benannte Technische Bewertungsstelle ist das Deutsche Institut für Bautechnik (DIBt).
In Österreich erlässt der Sachverständigenbeirat für Fragen der Österreichischen Technischen Zulassung (SVBÖTZ) für die Zulassung in Koordinierung mit den Bundesländern Empfehlungen, die Zulassungen werden jedoch entsprechend den jeweiligen landesrechtlichen Vorschriften durch die betreffenden Ämter der Landesregierungen erteilt.

## Bewertungen
Bewertungen gemäß der ETA beruhen auf Prüfungen, Untersuchungen und technischen Gutachten durch Institutionen, die von den Mitgliedstaaten der EU bestimmt und von der Europäischen Organisation für Technische Bewertung (European Organisation for Technical Assessment – EOTA) anerkannt sind. Eine Bewertung umfasst dabei alle wichtigen Produktmerkmale eines Bauprodukts, die für die Erfüllung der europäischen baurechtlichen Anforderungen bedeutsam sind.
Die Europäische Technische Bewertung (kurz EAD) wird nur für Bauprodukte vorgenommen, die nicht durch den Anwendungsbereich einer nach Bauprodukteverordnung EUV 305/2011 harmonisierten Europäischen Norm abgedeckt sind.

## Grundlagen der ETA
Grundlagen für die Beurteilung der Konformität eines Bauprodukts in Hinblick auf die Anforderungen der Bauproduktenverordnung sind zum Großteil in den nach der Bauproduktenverordnung harmonisierten Europäischen Normen festgelegt. Sollte für ein bestimmtes Bauprodukt keine harmonisierte europäische Norm zutreffen, so wird von der Europäischen Organisation für Technische Bewertung (European Organisation for Technical Assessment – EOTA) für das entsprechende Produkt ein Europäisches Bewertungsdokument erarbeitet.
Die erteilte Europäische Technische Bewertung (European Technical Assessment – ETA) erlaubt dem Produkthersteller damit die CE-Kennzeichnung des Bauprodukts und den ungehinderten Zugang zum europäischen Markt bzw. deren Vertragsstaaten. Mit einer CE-Kennzeichnung bestätigt der Hersteller somit, dass er das hierzu vorgeschriebene Nachweisverfahren durchgeführt hat und eine Konformität seines Produkts mit der Zulassung gegeben ist.
Bis zum Zeitpunkt 1. Juli 2013 wurden von der EOTA auf Grundlage der mittlerweile aufgehobenen Bauproduktenrichtlinie 89/106/EWG noch die „Leitlinien für die europäische technische Zulassung“ (ETAG) herausgegeben.
Mit Veröffentlichung der Bauproduktenverordnung EUV 305/2011 und dem Ende der Übergangsfrist am 1. Juli 2013 werden die ETAG nicht mehr erarbeitet, da auf Grundlage einer Änderung im Erarbeitungsverfahren eine Umbenennung in „Europäisches Bewertungsdokument“ (European Assessment Document – EAD) notwendig geworden ist (Artikel 19 EU-Bauproduktenverordnung EUV 305/2011).
Die ETAGs können aber weiterhin als Europäische Bewertungsdokumente verwendet werden (Artikel 66 EU-Bauproduktenverordnung EUV 305/2011).
Zusammen mit den Europäischen harmonisierten Normen (hEN) bilden die EADs die Europäischen Technischen Spezifikationen zur Bewertung von Bauprodukten.

## Österreichische Technische Zulassung
Die österreichische technische Zulassung ist der formelle Nachweis der Brauchbarkeit eines Bauproduktes, für das es keine einheitliche europäische Zulassung gibt, und ist auf höchstens drei Jahre befristet. Die alleinige österreichische technische Zulassung berechtigt jedoch nicht zur Anbringung der CE-Konformitätskennzeichnung.

### Landesgesetzblätter der Bundesländer in Österreich
- Landesgesetzblatt Nr. 51/1999 im Burgenland
- Landesgesetzblatt Nr. 45/1999 in Kärnten
- Landesgesetzblatt Nr. 0816-0/1999 in Niederösterreich
- Landesgesetzblatt Nr. 62/1999 in Oberösterreich
- Landesgesetzblatt Nr. 87/1999 in Salzburg
- Landesgesetzblatt Nr. 80/1999 in Steiermark
- Landesgesetzblatt Nr. 102/1999 in Tirol
- Landesgesetzblatt Nr. 41/1999 in Vorarlberg
- Landesgesetzblatt Nr. 32/1999 in Wien